# Jiao Xun
Jiao Xun (chinesisch 焦循, Pinyin Jiāo Xún, W.-G. Chiao Hsün, auch Litang 理堂; 1763–1820) war ein Gelehrter und Philosoph der Zeit der Qing-Dynastie.

## Leben
Jiao stammte aus Ganquan (heute Yangzhou in der Provinz Jiangsu). Beeinflusst von seiner Familie, begann er bereits in jungen Jahren die konfuzianischen Klassiker zu studieren, insbesondere das Buch der Wandlungen. Im Jahr 1801 bestand er erfolgreich die staatlichen Prüfungen auf Provinzebene (d. h. das Examen zum juren), im Jahr darauf ging er nach Peking und nahm erfolglos an der Hauptstadtprüfung teil. Er gab darauf seine Hoffnungen auf eine Beamtenkarriere auf und entschloss sich, die Klassiker privat bei sich daheim zu studieren und sich dem Schreiben zu widmen. Er war auch in Geschichte, Mathematik, dem Kalenderstudium, Philologie und Drama versiert. Als Philosoph liegt sein Hauptbeitrag für das Studium des Buches der Wandlungen in seiner Verwendung mathematischer Prinzipien. Was die Beziehungen zwischen der menschlichen Natur und dem Verlangen betrifft, behauptete er, dass die menschliche Natur primär von dem Verlangen nach Nahrung und Sex motiviert sei, so wie bei anderen Tieren auch. Der Unterschied läge in der Fähigkeit des Menschen, Wissen zu erwerben, wodurch er sein Verlangen so regulieren könne, dass er Katastrophen verhindern könne, die sein Weiterbestehen oder das Bestehen der Gruppe beeinträchtigten. An und für sich vertrat er wie der von ihm bewunderte Dai Zhen (1724–1777) – dem er in vielen Aspekten folgte – eine Regulierung, nicht Unterdrückung des menschlichen Verlangens. Er interpretierte den Weg (dao) als den allgemein richtigen Durchgang durch das menschliche Leben, und li als den Durchgang, der individuell für den Menschen geeignet ist. Zu seinen Hauptwerken zählen Mengzi zhengyi 孟子正義 (Korrigierte Interpretation des Mengzi),  Lunyu tongshi 論語通釋 (Allgemeine Interpretation der Gespräche des Konfuzius) und seine Drei Bücher zum Buch der Wandlungen  (Yixue sanshu 易学三书bzw. Diaogulou Yixue sanshu 雕菰楼易学三书, d. h. seine drei unter diesem Titel zusammengefassten Schriften Yitongshi 易通釋, Yitulüe 易圖略 und Yizhangju 易章句).

## Schriften
vgl. HYDZD-Bibliographie 0001, 0009, 0015, 0057, 2443, 2444:
- Zhouyi bushu 周易补疏 (Huang Qing jingjie)
- Chunqiu Zuozhuan bushu 左传旧注疏证  (Huang Qing jingjie)
- Mengzi zhengyi 孟子正义 (Huang Qing jingjie)
- Liji bushu 礼记补疏 (Huang Qing jingjie)

- Diaogu ji 雕菰集 (Wenxuanlou congshu 文选楼丛书)
- Yi yu yue lu 易余籥录 (Muxilou congshu 木樨楼丛书)